# Regeringsformatie België 1935
Na de val van de regering-Theunis IV op 19 maart 1935 ging de formatie van een nieuwe Belgische regering van start. De formatie duurde 8 dagen en leidde tot de vorming van de regering-Van Zeeland I.

## Verloop van de formatie

### Aanloop naar de formatie
Sinds november 1934 was de regering-Theunis IV in functie, die bestond uit de Katholieke Unie, de Liberale Partij en verschillende extraparlementairen uit de financiële wereld. Deze regering voerde een impopulair economisch herstelbeleid, dat gekenmerkt werd door deflatiemaatregelen, en werd geconfronteerd met sociale onrust en hevige oppositie van de socialistische BWP-POB. Ondanks het deflatiebeleid bleef de Belgische economische toestand verslechteren. De export bleef dalen door de te hoog genoteerde Belgische frank en de banken kampten met steeds nijpender liquiditeitsproblemen. Hierdoor  werd er steeds meer gepleit voor een devaluatie van de frank, onder meer door de Leuvense hoogleraren Fernand Baudhuin en Léon Dupriez. Dit druisde echter in tegen de deflatiepolitiek van de regering-Theunis IV, die steeds meer bekritiseerd werd door liberalen en christendemocratische katholieken. De regering wilde evenwel een devaluatie van de frank ten allen prijze vermijden en in een laatste poging om dat te voorkomen trokken vier ministers op 17 maart 1935 naar Parijs, in de hoop de Belgische export naar Frankrijk te kunnen opdrijven. De ministers keerden echter zonder resultaat terug, waardoor een devaluatie van de frank onafwendbaar werd. Omdat dit in feite een mislukking van het economische beleid van de regering betekende, kondigde premier Theunis op 19 maart 1935 in de Kamer van volksvertegenwoordigers het ontslag van de regering aan.
Nadat koning Leopold III het ontslag van de regering had aanvaard, begon hij raadplegingen met het oog op de vorming van de nieuwe regering. Dezelfde dag nog ontving hij Senaatsvoorzitter Maurice August Lippens, Kamervoorzitter Jules Poncelet, Prosper Poullet, voorzitter van de Katholieke Unie, Adolphe Max, voorzitter van de liberale Kamerfractie, BWP-POB-voorzitter Emile Vandervelde, minister van Staat Paul-Emile Janson (liberaal) en Cyrille Van Overbergh, de leider van de christendemocratische senatoren binnen de Katholieke Unie. Op 20 maart was het de beurt aan minister van Staat Frans Van Cauwelaert (katholiek), gewezen eerste minister Henri Jaspar (katholiek) en minister van Staat Albert Devèze (liberaal), Jules Fonson, voorzitter van de Kamer van Koophandel in Brussel en Cléomir Jussiant, voorzitter van de Kamer van Koophandel in Antwerpen, Kamerlid Achille Delattre (POB), voorzitter van de mijnwerkersvakbond NCMB en senator Gilbert Mullie (katholiek), voorzitter van de Boerenbond, Kamerlid en voormalig minister Camille Huysmans (BWP), senator Arthur Wauters (POB) en Henri Pauwels, voorzitter van de christelijke vakbond ACV. De dag daarna kwamen op audiëntie: senator en voormalig minister Paul Tschoffen (katholiek), senator Corneel Mertens (BWP), algemeen secretaris van de vakbond SK, pater Joseph Arendt, directeur van de studiedienst van vakbond ACV, Gustave-Léo Gérard, afgevaardigd beheerder van het Centraal Nijverheidscomité, voormalig eerste minister Aloys Van de Vyvere (katholiek) en uittredend premier Georges Theunis. In de avond van 21 maart verzocht de koning aan Paul Tschoffen om een regering te vormen, maar die weigerde de opdracht te aanvaarden. De volgende dag raadpleegde Leopold III Louis Franck (liberaal) en Paul van Zeeland (katholiek), respectievelijk gouverneur en vicegouverneur van de Nationale Bank. Vervolgens werd Louis Franck aangezocht als formateur, maar ook hij weigerde, omdat hij aan het hoofd van de Nationale Bank wilde blijven.

### Informateur Georges Theunis (22 maart - 23 maart 1935)

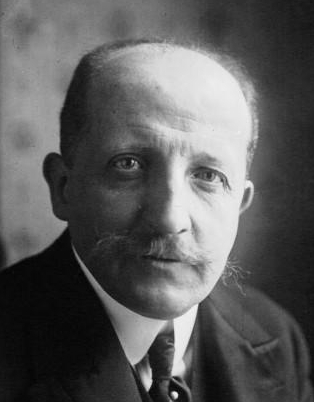
Georges Theunis.

Na de weigering van Franck werd uittredend premier Georges Theunis opnieuw naar de koning geroepen. Hij werd belast met een informateursopdracht: hij diende een onderzoek in te stellen naar de grote lijnen van een economisch programma dat beantwoordde aan de noden van het moment en daarvoor de verschillende politieke partijen te consulteren. Theunis wilde uitzoeken of een basis kon worden gelegd voor een regering van nationale eenheid met de katholieken, socialisten en liberalen op basis van een economisch herstelprogramma en ontving achtereenvolgens partijvoorzitters Emile Vandervelde (BWP-POB), Prosper Poullet (Katholieke Unie) en Léon Dens (Liberale Partij), uittredend minister van Financiën Camille Gutt, een socialistische delegatie bestaande uit Hendrik de Man, Paul-Henri Spaak en Arthur Wauters, Paul Segers, voorzitter van de Federatie van Katholieke Kringen en Conservatieve Verenigingen, de conservatieve afdeling van de Katholieke Unie en Paul van Zeeland, vicegouverneur van de Nationale Bank. Op 23 maart hield Theunis een gezamenlijke vergadering met de drie traditionele partijen om hun economische herstelprogramma's met elkaar te vergelijken en overeenkomsten te vinden. Aan deze vergadering namen volgende personen deel: Paul van Zeeland, minister van Economische Zaken Philip Van Isacker (katholiek), minister van Justitie François Bovesse (liberaal) en de socialistische politici Hendrik de Man, Arthur Wauters, Paul-Henri Spaak en Désiré Bouchery. Nadat het overleg gunstig was verlopen, diende Theunis dezelfde dag nog zijn eindverslag als informateur in. De koning stelde hem vervolgens voor om formateur te worden, maar hij ging niet op dit aanbod in.

### Formateur Paul van Zeeland (23 maart - 26 maart 1935)
Vervolgens ontbood de koning Paul van Zeeland naar het Paleis. Hij ging wel akkoord om tot formateur te worden aangesteld en had zich net als Theunis het doel om een regering van nationale eenheid met een economisch herstelprogramma te vormen. Nadat een onderhoud met Theunis had gevoerd, ontbood van Zeeland op 23 en 24 maart de leiders van de traditionele partijen om het economisch herstelprogramma verder uit te werken. De socialisten werden vertegenwoordigd door voorzitter Emile Vandervelde, ondervoorzitter Hendrik de Man en parlementsleden Paul-Henri Spaak en Désiré Bouchery, de liberalen stuurden minister François Bovesse en Kamerfractieleider Adolphe Max en namens de katholieken kwamen Prosper Poullet, Paul Segers, voormalig minister Frans Van Cauwelaert en gewezen premier Charles de Broqueville. Daarna werd op 24 en 25 maart de laatste hand gelegd aan het financieel-economisch programma van de nieuwe regering en  werd onderhandeld over de verdeling van ministerportefeuilles. Na moeizame onderhandelingen werd hierover in de avond van 25 maart een akkoord gesloten, waarna van Zeeland de lijst van de 15 ministers in de regering-Van Zeeland I voorlegde aan de koning. De volgende dag legden de ministers de eed af. Op 29 maart werd in Kamer en Senaat de regeerverklaring voorgelezen: in het Frans door premier Paul van Zeeland, in het Nederlands door minister van Economische Zaken Philip Van Isacker. De belangrijkste punten van het regeerverklaring waren een devaluatie van de frank met 25 tot 30 procent, het behoud van de gouden standaard, de opheffing van de deflatiepolitiek, de uitvoering van grote openbare werken om de werkloosheid terug te dringen (een belangrijk oordeel van het Plan van de Arbeid van Hendrik de Man), het verlenen van volmachten aan de regering gedurende een jaar om een krachtdadig herstelbeleid te kunnen voeren en een status-quo in het onderwijs-, taal- en militair beleid. Dezelfde dag nog schonk de Kamer haar vertrouwen aan de regering, op 30 maart deed de Senaat hetzelfde.
1919 · 1920 · 1921 · 1923 · 1924 · 1925 · 1926 · 1927 · 1929 · 1931 · mei 1932 · okt. 1932 · dec. 1932 · jun. 1934 · nov. 1934 · 1935 · 1936 · 1937 · 1938 ·  feb. 1939 · apr. 1939 · 1940 · 1944 · 1945 · feb-mrt 1946 · jul-aug 1946 · 1947 · 1948 · 1949 · jun 1950 · aug 1950 · 1952 · 1954 · jun. 1958 · nov. 1958 · 1961 · 1965 · 1966 · 1968 · 1971/72  · 1972/73 · 1974 · 1977 · 1978 · 1978/79 · apr.-mei 1980 · okt. 1980 · apr. 1981 · nov.-dec. 1981 · 1985 · oktober 1987 · 1987/88 · 1991/92 · 1995 · 1999 · 2003 · 2007 · 2008 · 2010/11 · 2014 · 2019/20 · 2024/25